# 原始無球粒隕石
原始無球粒隕石是隕石的再細分。它們在相同的秩 (rank，過去稱為類)，是介於球粒隕石和無粒隕石之間的類型。因為它們保留了很多球粒隕石的屬性，因此被視為基元，而被稱為原始無球粒隕石。非常典型的是球粒的遺跡和化學組成都與球粒隕石非常相似。這些觀測可以用熔體殘留物、部分熔融或廣泛的再結晶來解釋。

## 歷史
原始無球粒隕石的觀念在1983年首度得到總結。
在2006年乙經發布了7組原始無球粒隕石，但在分類上仍然有爭議。作者將原始無球粒隕石定義為在母體的溫度超越了凝固點，因此有部分熔融的隕石。如果未能達到同位素的平衡，但母體已經完全熔融的也包括在內。

## 描述
有許多指標顯示一些無粒隕石會被視為基元。有些包含球粒隕石的殘骸 (像是Acapulcoite、橄欖古銅隕鐵) 和一些氧化的同位素比率與球粒隕石相似。原始無粒隕石和球粒隕石之間有著相似的示蹤元素濃度。在岩相薄片鐘可以觀察到紋理的指標。如果無粒隕石是原始的，它會通過再結晶形成很多120°的晶界。正常的無粒隕石是由岩漿結晶形成，會顯示岩漿的紋理。
橄欖古銅隕鐵是部份熔融並留下殘留物的例子，有時acapulcoites看起來也有部份熔融，但兩者都被認為是部份熔融產生的。橄輝無球粒隕石和brachinites仍不清楚，可以解釋為殘留或是堆積形成的。

## 子群
下列的子群屬於原始無球粒隕石：
- 橄輝無球粒隕石群
- 布莱奇那群（Brachinite）
- Acapulcoite群
- 橄欖古銅隕鐵群
- 文諾納隕石群
- IAB群
- IIICD群